# Jervis Johnson
Jervis Johnson es un diseñador de juegos para la empresa Games Workshop. Nacido el 12 de junio de 1959 en Londres es conocido por ser el creador del juego Blood Bowl y haber contribuido en el diseño de Warhammer 40.000, Necromunda, Epic Armaggeddon,  Warhammer Ancient Battles y Adanced HeroQuest.